# Sylvester McCoy
Sylvester McCoy, född Percy James Patrick Kent-Smith den 20 augusti 1943 i Dunoon i Argyll and Bute, är en brittisk (skotsk) skådespelare. Han är mest känd som den sjunde inkarnationen av Doktorn i BBC-serien Doctor Who. Han kom att bli den siste att spela Doktorn i den klassiska serien, men återkom för sin regeneration i TV-filmen Doctor Who från 1996.
McCoy spelade i Doctor Who mellan åren 1987 och 1989.